# Protadisura
Protadisura là một chi bướm đêm thuộc họ Noctuidae.

## Loài
- Protadisura posttriphaena Rothschild, 1924